# Jerzy Lichacz
Jerzy Waldemar Lichacz (ur. ok. 1951 w Sandomierzu, zm. 15 maja 2013) – polski muzyk, kompozytor i aranżer, członek zespołu Arianie. 

## Życiorys
Był współzałożycielem i wieloletnim członkiem kieleckiego zespołu Arianie. Po zawieszeniu działalności przez grupę w połowie lat 80 XX wieku, występował przez kilka lat wspólnie z Iwoną Niedzielską. Brał także udział w nagraniu solowego albumu Niedzielskiej pt. Twoja laleczka z 1989 roku. Na początku lat 90. XX wieku zajął się także działalnością menadżerską i prowadził Agencję Artystyczną Geogrge Music Cooperation. Był organizatorem widowisk muzycznych w regionie świętokrzyskim.